# Sistema Mineiro de Inovação
Sistema Mineiro de Inovação - SIMI foi criado em 12 de dezembro de 2006
Tem o objetivo de promover a convergência das ações governamentais, empresariais, e acadêmicas para, de forma cooperada, desenvolver a inovação no estado de Minas Gerais. O Simi é uma ação coordenado pela Secretaria de Estado de Ciência, Tecnologia e Ensino Superior do estado de Minas Gerais, e tem como objetivo congregar os principais agentes de inovação no estado.

## Origem e Princípios
No cenário econômico contemporâneo se destacam aqueles países que têm um setor empresarial estruturado e ágil, capaz de responder rapidamente às exigências do mercado. Em um sistema maduro de inovação, um dos principais determinantes do progresso científico-tecnológico é a articulação entre empresas, institutos de pesquisa e governo. 
Sistemas de inovação reúnem instituições e agentes que contribuem para o desenvolvimento, criação e difusão de novas tecnologias. Instituído por meio do decreto 44.418 de 12 de dezembro de 2006, nasceu o Sistema Mineiro de Inovação. 

## Estrutura
A estrutura básica do SIMI se apóia em três pontos:
- Fórum Mineiro de Inovação: Fórum presidido pelo Governador do Estado e com periodicidade anual. O Fórum tem como integrantes representantes do poder público estadual, do setor empresarial e do ensino superior, entre eles: secretarias do estado, FIEMG, SEBRAE, FAPEMIG, Centro Tecnológico de Minas Gerais, FUNED, FEAM, INDI, BDMG, FAEMG, Fecomercio e entidades de ensino superior.
- Encontros de Inovação: encontros presenciais entre integrantes de um mesmo setor (ex. madeiras e móveis, gemas e metais preciosos, eletro-eletronica, etc.) a fim de discutir os problemas tecnológicos comuns e encontrar soluções integradas entre governo, academia e empresariado.
- Portal SIMI: é uma rede social (social network site) que disponibiliza conteúdo sobre inovação (oportunidades, editais, artigos, notícias, links), e propicia interação entre os agentes da inovação de forma rápida e eficiente.[2]